# رينيه لومير
رينيه لومير هي ممرضة بلجيكية، ولدت في 10 أبريل 1914 في Bastogne ‏ في بلجيكا، وتوفي بنفس المكان في 24 ديسمبر 1944.